# 논스톱 (영화)
《논스톱》(영어: Non-Stop)는 2014년에 개봉한 미스터리 액션 스릴러 영화이다. 프랑스, 캐나다, 미국, 영국이 공동 제작하였다.

## 출연진
- 리엄 니슨
- 줄리앤 무어
- 스쿠트 맥네리
- 미셸 도커리
- 네이트 파커
- 코리 스톨
- 루피타 뇽오
- 오마 메트월리
- 제이슨 버틀러 하너
- 라이너스 로치
- 셰이 위검
- 앤슨 마운트
- 퀸 매콜건
- 코리 호킨스
- 프랭크 딜
- 바르 팔리
- 존 에이브럼스

## 기타 제작진
- 총괄 제작: 올리비에 쿠르송, 허버트 W. 게인스, 론 핼펀, 제프 워들로, 스티브 리처즈
- 협력 제작: 스티븐 벤더
- 배역: 어맨다 매키 존슨, 캐시 샌드리치
- 미술: 알렉산더 해먼드
- 세트: 리지나 그레이브스
- 의상: 캐서린 마리 토머스
- 음향 감독: 론 보카
- 시각 효과: 랜디 구, 호아킨 구티에레스
- 제작 관리: 세라 플램